# Ladislau Ritli
Ladislau Ritli (en hongrois : Ritli László), né le 8 juin 1948 à Oradea, est un homme politique roumain, membre de l'Union démocrate magyare de Roumanie (UDMR).

## Biographie
Il est diplômé, en 1973, en pédiatrie, et exerce ensuite la profession de médecin. Nommé directeur général de la clinique d'Oradea en 2002, il devient, un an plus tard, directeur général de l'Autorité de santé publique de Bihor. En 2009, il prend le poste de directeur général de l'hôpital municipale d'Oradea.
Sur proposition de l'UDMR, il est nommé, le 17 août 2011, ministre de la Santé du gouvernement de centre droit d'Emil Boc, étant reconduit le 9 février 2012 dans celui de Mihai Răzvan Ungureanu. Il est remplacé, le 7 mai, par Vasile Cepoi (ro).